# Tony Awards 2024
Die Verleihung der 77. Tony Awards 2024 (englisch 77th Annual Tony Awards) fand am 16. Juni 2024 im David H. Koch Theater des Lincoln Centers in New York City statt. Ariana DeBose moderierte die Preisverleihung zum dritten Mal nacheinander. Ausgezeichnet wurden Theaterstücke und Musicals der Theatersaison 2023/24, die am Broadway ihre Erstaufführung hatten. Die Preisverleihung wurde von CBS im Fernsehen übertragen. Pluto TV übertrug schon vor der Preisverleihung die Sendung The Tony Awards: Act One, moderiert von Julianne Hough und Utkarsh Ambudkar.
Das Musical The Outsiders gewann den Preis als bestes Musical. Das Theaterstück Stereophonic gewann den Preis als bestes Theaterstück und erhielt die meisten Auszeichnungen. Zum ersten Mal in der Geschichte der Preisverleihung erhielten alle acht Gewinner der Leistungskategorien den Preis zum ersten Mal, wobei sechs von ihnen zum ersten Mal in ihrer Karriere nominiert wurden.

## Hintergrund
Die Antoinette Perry Awards for Excellence in Theatre, oder besser bekannt als Tony Awards, werden seit 1947 jährlich in zahlreichen Kategorien für herausragende Leistungen bei Broadway-Produktionen und -Aufführungen der letzten Theatersaison vergeben. Zusätzlich werden verschiedene Sonderpreise, z. B. der Regional Theatre Tony Award, verliehen. Benannt ist die Auszeichnung nach Antoinette Perry. Sie war 1940 Mitbegründerin des wiederbelebten und überarbeiteten American Theatre Wing (ATW). Die Preise wurden nach ihrem Tod im Jahr 1946 vom ATW zu ihrem Gedenken gestiftet und werden bei einer jährlichen Zeremonie in New York City überreicht.

## Teilnahmeberechtigung
Teilnahmeberechtigt waren folgende Broadway-Produktionen der Saison 2023/24:
- Erstaufgeführte Theaterstücke: The Cottage, Grey House, I Need That, Jaja’s African Hair Braiding, Mary Jane, Mother Play, Patriots, Prayer for the French Republic, The Shark Is Broken und Stereophonic
- Erstaufgeführte Musicals: Back to the Future: The Musical, Days of Wine and Roses, The Great Gatsby, Harmony, The Heart of Rock and Roll, Hell’s Kitchen, Here Lies Love, How to Dance in Ohio, Illinoise, Lempicka, The Notebook, Once Upon a One More Time, The Outsiders, Suffs und Water for Elephants
- Wiederaufgenommene Theaterstücke:
  - Appropriate, Doubt: A Parable, An Enemy of the People, Purlie Victorious: A Non-Confederate Romp through the Cotton Patch und Uncle Vanya
- Wiederaufgenommene Musicals:
  - Cabaret, Gutenberg! The Musical!, Merrily We Roll Along, Spamalot, The Who’s Tommy und The Wiz

## Gewinner und Nominierte
Die Nominierten für die 77. Tony Awards wurden am 30. April 2024 von Jesse Tyler Ferguson und Renée Elise Goldsberry bekannt gegeben.
| Bestes Theaterstück ‡ | Bestes Musical ‡ |
| --- | --- |
| - Stereophonic - Jaja’s African Hair Braiding - Mary Jane - Mother Play - Prayer for the French Republic | - The Outsiders - Hell’s Kitchen - Illinoise - Suffs - Water for Elephants |
| Beste Wiederaufnahme Theaterstück ‡ | Beste Wiederaufnahme Musical ‡ |
| - Appropriate - An Enemy of the People - Purlie Victorious: A Non-Confederate Romp through the Cotton Patch | - Merrily We Roll Along - Cabaret at the Kit Kat Club - Gutenberg! The Musical! - The Who’s Tommy |
| Bester Hauptdarsteller Theaterstück | Beste Hauptdarstellerin Theaterstück |
| - Jeremy Strong – An Enemy of the People als Doctor Thomas Stockmann - William Jackson Harper – Uncle Vanya als Astrov - Leslie Odom Jr. – Purlie Victorious: A Non-Confederate Romp through the Cotton Patch als Purlie Victorious Judson - Liev Schreiber – Doubt: A Parable als Father Brendan Flynn - Michael Stuhlbarg – Patriots als Boris Berezovsky | - Sarah Paulson – Appropriate als Antoinette „Toni“ Lafayette - Betsy Aidem – Prayer for the French Republic als Marcelle Salomon Benhamou - Jessica Lange – Mother Play als Phyllis - Rachel McAdams – Mary Jane als Mary Jane - Amy Ryan – Doubt: A Parable als Sister Aloysius Beauvier                                                                                             |
| Bester Hauptdarsteller Musical | Beste Hauptdarstellerin Musical |
| - Jonathan Groff – Merrily We Roll Along als Franklin Shephard - Brody Grant – The Outsiders als Ponyboy Curtis - Dorian Harewood – The Notebook als Noah Calhoun (older) - Brian d’Arcy James – Days of Wine and Roses als Joseph „Joe“ Clay - Eddie Redmayne – Cabaret at the Kit Kat Club als the Emcee                                                  | - Maleah Joi Moon – Hell’s Kitchen als Ali - Eden Espinosa – Lempicka als Tamara de Lempicka - Kelli O’Hara – Days of Wine and Roses als Kirsten Arnesen-Clay - Maryann Plunkett – The Notebook als Allison „Allie“ Calhoun (older) - Gayle Rankin – Cabaret at the Kit Kat Club als Sally Bowles                                                                                      |
| Bester Nebendarsteller Theaterstück | Beste Nebendarstellerin Theaterstück |
| - Will Brill – Stereophonic als Reg - Eli Gelb – Stereophonic als Grover - Jim Parsons – Mother Play als Carl - Tom Pecinka – Stereophonic als Peter - Corey Stoll – Appropriate als Beauregard „Bo“ Lafayette | - Kara Young – Purlie Victorious: A Non-Confederate Romp through the Cotton Patch als Lutiebelle Gussie Mae Jenkins - Quincy Tyler Bernstine – Doubt: A Parable als Mrs. Muller - Juliana Canfield – Stereophonic als Holly - Celia Keenan-Bolger – Mother Play als Martha - Sarah Pidgeon – Stereophonic als Diana                                                                    |
| Bester Nebendarsteller Musical | Beste Nebendarstellerin Musical |
| - Daniel Radcliffe – Merrily We Roll Along als Charley Kringas - Roger Bart – Back to the Future: The Musical als Doc Brown - Joshua Boone – The Outsiders als Dallas “Dally” Winston - Brandon Victor Dixon – Hell’s Kitchen als Davis - Sky Lakota-Lynch – The Outsiders als Johnny Cade - Steven Skybell – Cabaret at the Kit Kat Club als Herr Schultz  | - Kecia Lewis – Hell’s Kitchen als Miss Liza Jane - Shoshana Bean – Hell’s Kitchen als Jersey - Amber Iman – Lempicka als Rafaela - Nikki M. James – Suffs als Ida B. Wells - Leslie Rodriguez Kritzer – Monty Python’s Spamalot als the Lady of the Lake - Lindsay Mendez – Merrily We Roll Along als Mary Flynn - Bebe Neuwirth – Cabaret at the Kit Kat Club als Fraulein Schneider |
| Beste Theaterregie | Beste Musicalregie |
| - Daniel Aukin – Stereophonic - Anne Kauffman – Mary Jane - Kenny Leon – Purlie Victorious: A Non-Confederate Romp through the Cotton Patch - Lila Neugebauer – Appropriate - Whitney White – Jaja’s African Hair Braiding | - Danya Taymor – The Outsiders - Maria Friedman – Merrily We Roll Along - Michael Greif – Hell’s Kitchen - Leigh Silverman – Suffs - Jessica Stone – Water for Elephants |
| Bestes Musicallibretto | Beste Originalmusik |
| - Shaina Taub – Suffs - Kristoffer Diaz – Hell’s Kitchen - Bekah Brunstetter – The Notebook - Justin Levine and Adam Rapp – The Outsiders - Rick Elice – Water for Elephants | - Suffs – Shaina Taub (Musik und Liedtexte) - Days of Wine and Roses – Adam Guettel (Musik und Liedtexte) - Here Lies Love – David Byrne und Fatboy Slim (Musik und Liedtexte) - Stereophonic – Will Butler (Lieder) - The Outsiders – Jamestown Revival (Zach Chance und Jonathan Clay) und Justin Levine (Musik und Liedtexte)                                                       |
| Bestes Bühnenbild Theaterstück | Bestes Bühnenbild Musical |
| - David Zinn – Stereophonic - dots – Appropriate - dots – An Enemy of the People - Derek McLane – Purlie Victorious: A Non-Confederate Romp through the Cotton Patch - David Zinn – Jaja’s African Hair Braiding | - Tom Scutt – Cabaret at the Kit Kat Club - AMP feat. Tatiana Kahvegian – The Outsiders - Robert Brill und Peter Nigrini – Hell’s Kitchen - Takeshi Kata – Water for Elephants - David Korins – Here Lies Love - Tim Hatley und Finn Ross – Back to the Future: The Musical - Riccardo Hernández und Peter Nigrini – Lempicka                                                          |
| Beste Kostüme Theaterstück | Beste Kostüme Musical |
| - Dede Ayite – Jaja’s African Hair Braiding - Dede Ayite – Appropriate - Enver Chakartash – Stereophonic - Emilio Sosa – Purlie Victorious: A Non-Confederate Romp through the Cotton Patch - David Zinn – An Enemy of the People | - Linda Cho – The Great Gatsby - Dede Ayite – Hell’s Kitchen - David Israel Reynoso – Water for Elephants - Tom Scutt – Cabaret at the Kit Kat Club - Paul Tazewell – Suffs |
| Bestes Lichtdesign Theaterstück | Bestes Lichtdesign Musical |
| - Jane Cox – Appropriate - Isabella Byrd – An Enemy of the People - Amith Chandrashaker – Prayer for the French Republic - Jiyoun Chang – Stereophonic - Natasha Katz – Grey House | - Hana S. Kim und Brian MacDevitt – The Outsiders - Brandon Stirling Baker – Illinoise - David Bengali und Bradley King – Water for Elephants - Isabella Byrd – Cabaret at the Kit Kat Club - Natasha Katz – Hell’s Kitchen |
| Bestes Sounddesign Theaterstück | Bestes Sounddesign Musical |
| - Ryan Rumery – Stereophonic - Stefania Bulbarella und Justin Ellington – Jaja’s African Hair Braiding - Leah Gelpe – Mary Jane - Tom Gibbons – Grey House - Will Pickens und Bray Poor – Appropriate | - Cody Spencer – The Outsiders - M. L. Dogg und Cody Spencer – Here Lies Love - Kai Harada – Merrily We Roll Along - Nick Lidster – Cabaret at the Kit Kat Club - Gareth Owen – Hell’s Kitchen |
| Beste Choreographie | Beste Orchestrierung |
| - Justin Peck – Illinoise - Camille A. Brown – Hell’s Kitchen - Shana Carroll und Jesse Robb – Water for Elephants - Jeff Kuperman und Rick Kuperman – The Outsiders - Annie-B Parson – Here Lies Love | - Jonathan Tunick – Merrily We Roll Along - Adam Blackstone und Tom Kitt – Hell’s Kitchen - Will Butler und Justin Craig – Stereophonic - Matt Hinkley, Justin Levine und Jamestown Revival (Zach Chance und Jonathan Clay) – The Outsiders - Timo Andres – Illinoise |

‡ Der Preis wird dem/den Produzenten des Musicals oder Theaterstücks überreicht.

### Sonderpreise (ohne Wettbewerb)
| Kategorie                             | Preisträger                                                  | Grund der Preisverleihung |
| Special Tony Award                    | Jack O’Brien                                                 | Preis für das Lebenswerk |
| Special Tony Award                    | George C. Wolfe                                              | Preis für das Lebenswerk |
| Special Tony Award                    | Alex Edelman                                                 | für sein „beispielhaftes Debüt“ in seiner Soloshow Just for Us                                                                              |
| Special Tony Award                    | Abe Jacob                                                    | für seine Beiträge zum modernen Sounddesign im Theater                                                                                      |
| Special Tony Award                    | Nikiya Mathis                                                | für ihr Haar- und Perückendesign für das Stück Jaja’s African Hair Braiding                                                                 |
| Tony Honors for Excellence in Theatre | Colleen Jennings-Roggensack                                  | Geschäftsführerin von ASU Gammage und Mitglied der Broadway League                                                                          |
| Tony Honors for Excellence in Theatre | Dramatists Guild Foundation                                  | [ 13 ] |
| Tony Honors for Excellence in Theatre | Judith O. Rubin                                              | scheidende Vorstandsvorsitzende von Playwrights Horizons                                                                                    |
| Tony Honors for Excellence in Theatre | The Samuel J. Friedman Health Center for the Performing Arts | [ 13 ] |
| Tony Honors for Excellence in Theatre | Wendall K. Harrington                                        | Bühnenbildner |
| Regional Theatre Tony Award           | Wilma Theater in Philadelphia                                | [ 14 ] |
| Isabelle Stevenson Award              | Billy Porter                                                 | für sein Engagement in der LGBTQIA+ -Community, insbesondere bei der Elizabeth Taylor AIDS Foundation und beim Entertainment Community Fund |
| Excellence in Theatre Education Award | CJay Philip                                                  | Gründer und Kreativdirektor von Dance & BMore in Baltimore                                                                                  |

## Statistik

### Nominierungen und Auszeichnungen pro Produktion
| Produktion                                                         | Nominierungen | Auszeichnungen |
| ------------------------------------------------------------------ | ------------- | -------------- |
| Hell’s Kitchen                                                     | 13            | 2              |
| Stereophonic                                                       | 13            | 5              |
| The Outsiders                                                      | 12            | 4              |
| Cabaret at the Kit Kat Club                                        | 9             |                |
| Appropriate                                                        | 8             | 3              |
| Merrily We Roll Along                                              | 7             | 4              |
| Water for Elephants                                                | 7             |                |
| Purlie Victorious: A Non-Confederate Romp through the Cotton Patch | 6             |                |
| Suffs                                                              | 6             | 2              |
| An Enemy of the People                                             | 5             |                |
| Jaja’s African Hair Braiding                                       | 5             |                |
| Here Lies Love                                                     | 4             |                |
| Illinoise                                                          | 4             |                |
| Mary Jane                                                          | 4             |                |
| Mother Play                                                        | 4             |                |
| Days of Wine and Roses                                             | 3             |                |
| Doubt: A Parable                                                   | 3             |                |
| Lempicka                                                           | 3             |                |
| The Notebook                                                       | 3             |                |
| Prayer for the French Republic                                     | 3             |                |
| Back to the Future: The Musical                                    | 2             |                |
| Grey House                                                         | 2             |                |